# Reynolds American
Reynolds American nace el 30 de julio de 2004 como empresa holding de las operaciones de R.J. Reynolds, segunda compañía tabaquera en Estados Unidos filial de Japan Tobacco, y Brown & Williamson, filial de British American Tobacco y número tres. 
Así, Reynolds American distribuye uno de cada tres cigarillos vendidos en los Estados Unidos, y conforma tres sociedades en este país:
- R.J. Reynolds, propietario algunas de las marcas incluidas entre las diez más vendidas en el país: Camel, Winston, Kool, Salem y Doral.
- Santa Fe Natural Tobacco Company, mexicana elaboradora del tabaco puro Natural American Spirit.
- Lane Limited distribuidores Dunhill junto con varias marcas de tabaco de pipa y de liar.